# Margarita Fischer
Margarita Fischer o Fisher (Missouri Valley, 12 febbraio 1886 – Encinitas, 11 marzo 1975) è stata un'attrice statunitense teatrale e cinematografica. Moglie del regista Harry A. Pollard (1879-1934), fu interprete di quasi 180 film muti.

## Biografia
Nata nell'Iowa nel 1886, a Missouri Valley, era figlia d'arte. Suo padre, John, era un popolare minstrel e anche la sorella maggiore Dorothy avrebbe poi lavorato nel cinema con il nome di Mary Scott. Margarita cominciò a recitare fin da piccola, prima in ruoli infantili e poi da giovane ingenua. Debuttò a Portland in The Celebrated Case. La popolarità acquisita nel corso degli anni le permise di allestire una propria compagnia di attori: la Margarita Fischer Stock Company, con cui girò in lungo e in largo negli Stati che si affacciano sul Pacifico.
A San Francisco ebbe come partner Harry A. Pollard, quello che sarebbe diventato in seguito suo marito. Anni dopo, i due si incontrarono nuovamente, ambedue attori prima alla Selig Polyscope, poi alla Independent Moving Pictures e, quindi, all'Universal Pictures.

### Carriera cinematografica
L'attrice lavorò a Hollywood nel cinema muto dal 1910 al 1927. Il suo esordio lo fece con l'American Company. Nei tre anni seguenti, diventò una delle attrici di spicco dell'Universal, la casa cinematografica che, all'epoca aveva ancora la sua sede sulla costa orientale. Nel 1913, Margarita Fischer ebbe il ruolo di protagonista in How Men Propose, film scritto e diretto da Lois Weber, una delle più note registe del muto. L'attrice viene ricordata ancora oggi per aver preso parte, nel ruolo di Topsy, schiava afro-americana, all'epico film in tre rulli Uncle Tom's Cabin diretto da Otis Turner, in cui Pollard impersonava zio Tom. Pollard diresse nel 1927 una nuova versione tratta dal romanzo di Harriet Beecher Stowe, una superproduzione nella quale la moglie ebbe il ruolo principale di Eliza.
Nel 1916, lei e il marito avevano fondato, con l'aiuto di George W. Lederer, la Pollard Picture Plays Corporation, una compagnia di produzione per cui Pollard dirigeva i film, Margarita recitava. Il loro primo film fu The Pearl of Paradise, girato in parte nelle Hawaii e nei mari del sud.
Durante la prima guerra mondiale, l'attrice cambiò il cognome Fischer in Fisher a causa dei sentimenti antitedeschi degli americani. Talvolta, venne accreditata come Margarieta Fisher, Margarite Fisher e Margurita Fisher. L'attrice restò vedova alla morte del marito il 6 luglio 1934.
Margarita Fischer morì nel 1975 a Encinitas, in California all'età di 89 anni per un attacco di cuore. Venne sepolta al Forest Lawn Memorial Park a Glendale.

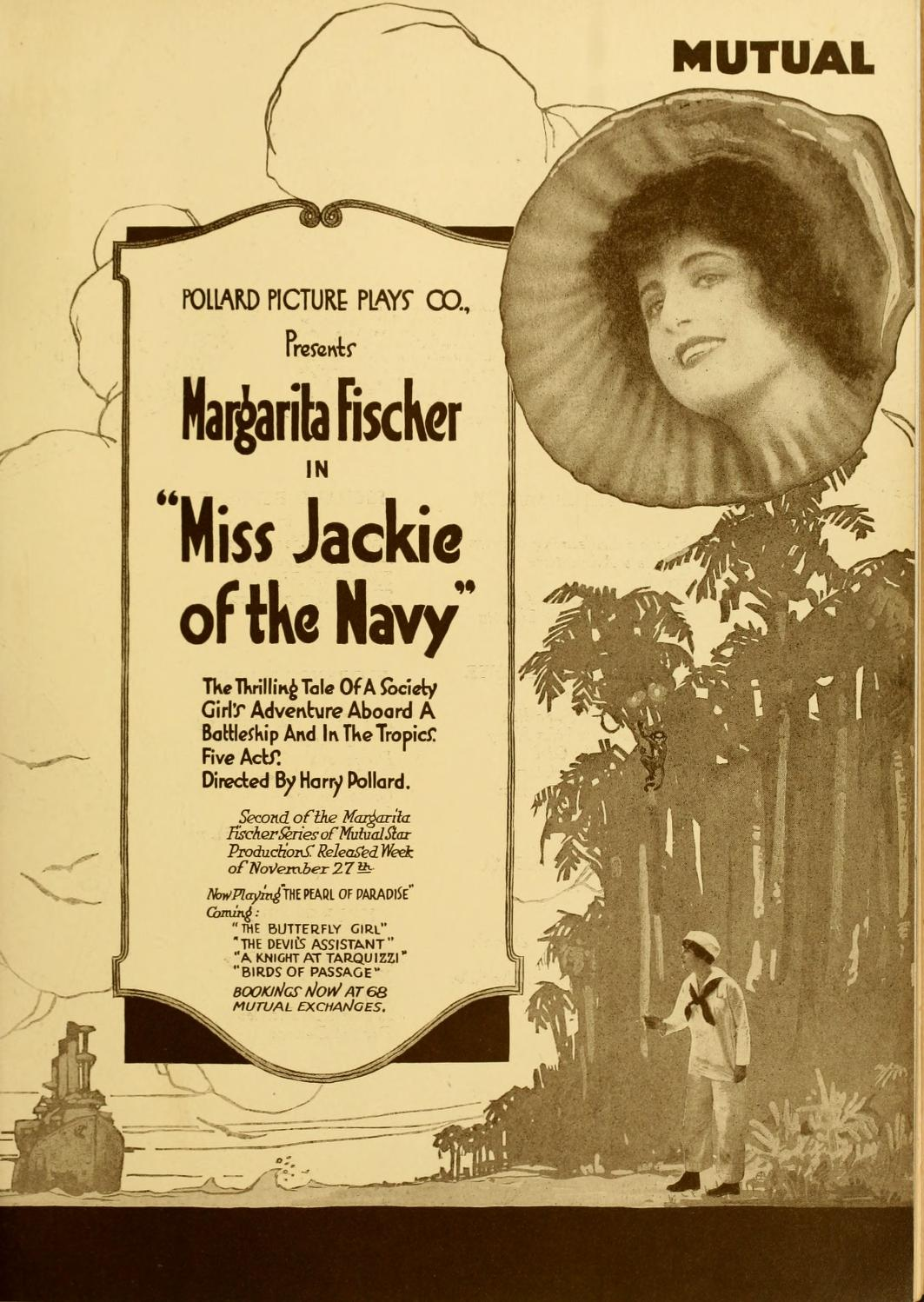
Miss Jacky of the Navy (1916)
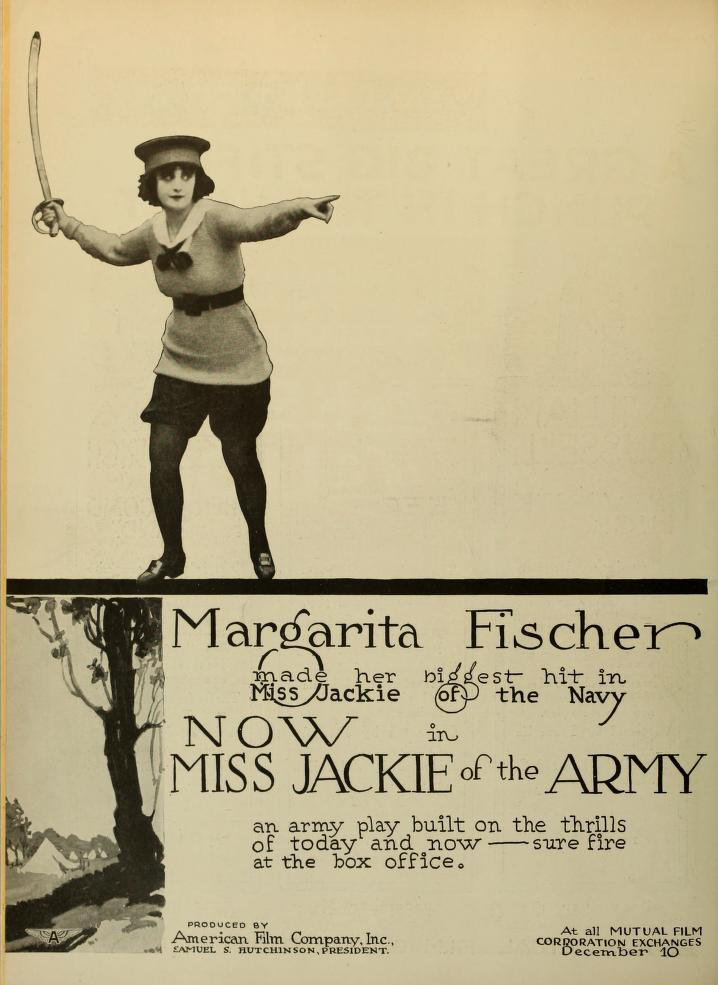
Miss Jacky of the Army (1917)
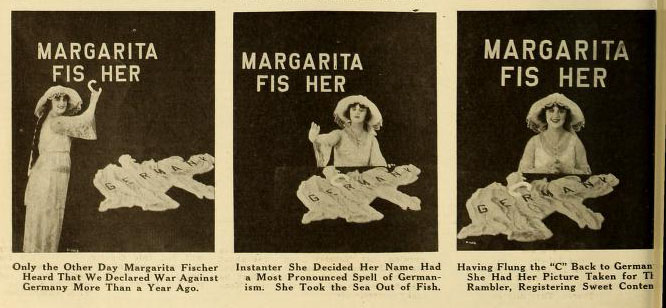
Cambio di cognome durante la guerra.
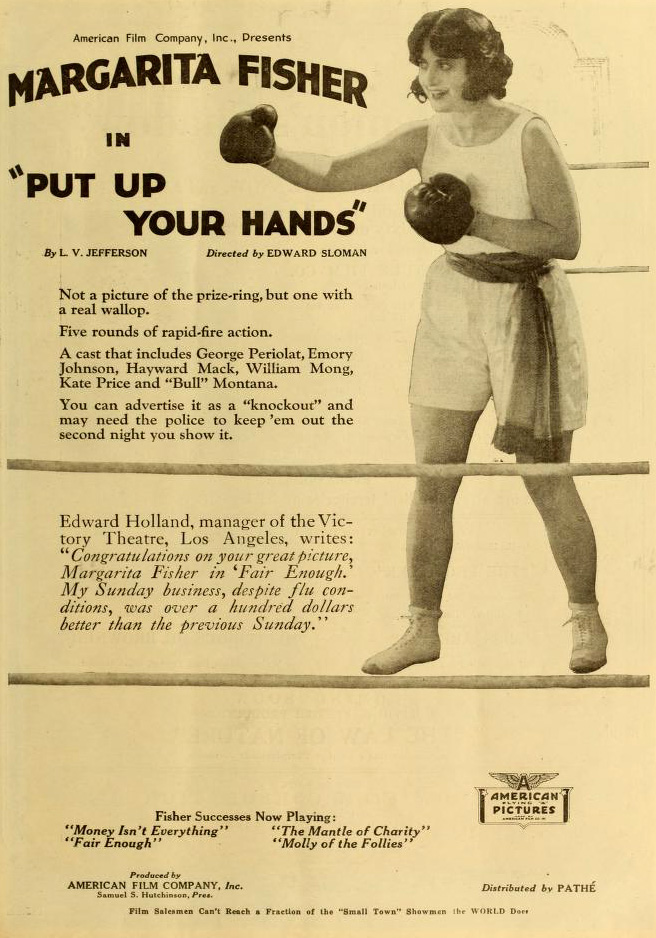
Put Up Your Hands (1919)

## Filmografia
La filmografia è completa. Quando manca il nome del regista, questo non viene riportato nei titoli

### Attrice

#### 1910
- There, Little Girl, Don't Cry – cortometraggio (1910)
- Trimming of Paradise Gulch, regia di Francis Boggs – cortometraggio (1910)
- After Many Years – cortometraggio (1910)
- Romeo and Juliet in Our Town – cortometraggio (1910)
- The Way of the Red Man, regia di Otis Turner – cortometraggio (1910)
- The Cowboy's Stratagem – cortometraggio (1910)
- Her First Long Dress – cortometraggio (1910)
- The Road to Richmond – cortometraggio (1910)
- Big Medicine – cortometraggio (1910)
- The Kentucky Pioneer – cortometraggio (1910)
- For Her Country's Sake – cortometraggio (1910)
- Settled Out of Court – cortometraggio (1910)
- The Early Settlers – cortometraggio (1910)
- The Vampire – cortometraggio (1910)
- The Merry Wives of Windsor, regia di Francis Boggs – cortometraggio (1910)
- Two Lucky Jims, regia di Frank Beal – cortometraggio (1910)
- In the Wilderness  – cortometraggio(1910)
- The Squaw and the Man, regia di Frank Beal – cortometraggio (1910)

#### 1911
- The Tenderfoot's Round-Up, regia di Frank Beal – cortometraggio (1911)
- An Arizona Romance, regia di Frank Beal – cortometraggio (1911)
- Buddy, the Little Guardian -  cortometraggio (1911)
- Bertie's Bandit, regia di Frank Beal – cortometraggio (1911)
- The Mission in the Desert, regia di Frank Beal – cortometraggio (1911)
- Over the Hills, regia di Joseph W. Smiley e George Loane Tucker – cortometraggio (1911)
- The Girl and the Half-Back – cortometraggio (1911)
- A Pair of Gloves – cortometraggio (1911)
- The Portrait, regia di Thomas H. Ince e George Loane Tucker – cortometraggio (1911)
- A Lesson to Husbands – cortometraggio (1911)

#### 1912
- The Trinity, regia di Thomas H. Ince – cortometraggio (1912)
- The Worth of a Man, regia di J. Farrell MacDonald – cortometraggio (1912)
- Mrs. Matthews, Dressmaker – cortometraggio (1912)
- Who Wears Them? – cortometraggio (1912)
- The Rose of California, regia di Francis J. Grandon – cortometraggio (1912)
- The Call of the Drum, regia di Francis J. Grandon – cortometraggio (1912)
- Better Than Gold, regia di Francis J. Grandon – cortometraggio (1912)
- The Baby, regia di Francis J. Grandon – cortometraggio (1912)
- Squnk City Fire Company, regia di Francis J. Grandon – cortometraggio (1912)
- Where Paths Meet, regia di Edward LeSaint – cortometraggio (1912)
- The Dove and the Serpent, regia di Francis J. Grandon – cortometraggio (1912)
- A Melodrama of Yesterday, regia di Francis J. Grandon – cortometraggio (1912)
- On the Shore, regia di Francis J. Grandon – cortometraggio (1912)
- The Land of Promise (film 1912)The Land of Promise, regia di E.J. Le Saint – cortometraggio (1912)
- Jim's Atonement, regia di Edward LeSaint – cortometraggio (1912)
- The Return of Captain John, regia di Francis J. Grandon – cortometraggio (1912)
- Nothing Shall Be Hidden, regia di Harry A. Pollard – cortometraggio (1912)
- Love, War and a Bonnet, regia di Harry A. Pollard – cortometraggio (1912)
- The Parson and the Medicine Man, regia di Edward LeSaint – cortometraggio (1912)
- Hearts in Conflict, regia di Edward LeSaint – cortometraggio (1912)
- The Hand of Mystery – cortometraggio (1912)
- Big Hearted Jim, regia di Harry A. Pollard – cortometraggio (1912)
- On the Border Line, regia di Harry A. Pollard – cortometraggio (1912)
- The Exchange of Labels – cortometraggio (1912)
- The Employer's Liability, regia di Henry Otto – cortometraggio (1912)
- Betty's Bandit, regia di Henry Otto – cortometraggio (1912)
- The Tribal Law, regia di Wallace Reid e Otis Turner – cortometraggio (1912)
- A Fight for Friendship, regia di Henry Otto – cortometraggio (1912)
- Trapped by Fire, regia di Frank Montgomery – cortometraggio (1912)
- The Regeneration of Worthless Dan, regia di Harry A. Pollard – cortometraggio (1912)
- An Indian Outcast – cortometraggio (1912)
- Romance and Reality, regia di Harry A. Pollard – cortometraggio (1912)
- The Rights of a Savage, regia di Harry A. Pollard – cortometraggio (1912)
- The Mountain Girl's Self-Sacrifice, regia di Harry A. Pollard – cortometraggio (1912)
- The Old Folks' Christmas, regia di George Loane Tucker – cortometraggio (1912)

#### 1913
- The Great Ganton Mystery – cortometraggio (1913)
- Until Death, regia di Phillips Smalley e Lois Weber – cortometraggio (1913)
- A Friend of the Family – cortometraggio (1913)
- The Wayward Sister, regia di Otis Turner (1913)
- The Turn of the Tide – cortometraggio (1913)
- In Slavery Days, regia di Otis Turner – cortometraggio (1913)
- The Boob, regia di Otis Turner – cortometraggio (1913)
- The World at Large – cortometraggio (1913)
- The Shadow, regia di Otis Turner – cortometraggio (1913)
- The Stolen Idol, regia di Otis Turner – cortometraggio (1913)
- Draga, the Gypsy, regia di Otis Turner – cortometraggio (1913)
- A Woman's Folly, regia di Robert Z. Leonard – cortometraggio (1913)
- A Wrong Road – cortometraggio (1913)
- Robinson Crusoe, regia di Otis Turner – cortometraggio (1913)
- How Men Propose, regia di Lois Weber (regista non accreditata) (1913)
- The Power of Heredity – cortometraggio (1913)
- When the Prince Arrived, regia di Robert Z. Leonard – cortometraggio (1913)
- Sally Scraggs: Housemaid, regia di Robert Z. Leonard – cortometraggio (1913)
- Uncle Tom's Cabin, regia di Otis Turner – cortometraggio (1913)
- A Woman's Stratagem – cortometraggio (1913)
- The Evil Power, regia di Otis Turner – cortometraggio (1913)
- The Light Woman, regia di Lois Weber – cortometraggio (1913)
- The Diamond Makers, regia di Robert Z. Leonard – cortometraggio (1913)
- The Fight Against Evil – cortometraggio (1913)
- Paying the Price – cortometraggio (1913)
- Shon the Piper, regia di Otis Turner – cortometraggio (1913)
- Like Darby and Joan – cortometraggio (1913)
- The Thumb Print, regia di Phillips Smalley e Lois Weber – cortometraggio (1913)
- The Primeval Test, regia di Otis Turner – cortometraggio (1913)
- The Missionary Box – cortometraggio (1913)
- His Old-Fashioned Dad – cortometraggio (1913)
- A Tale of the Lonely Coast, regia di Otis Turner – cortometraggio (1913)
- The Boob's Dream Girl, regia di Otis Turner – cortometraggio (1913)

#### 1914
- Withering Roses, regia di Harry A. Pollard – cortometraggio (1914)
- Fooling Uncle, regia di Harry A. Pollard – cortometraggio (1914)
- Bess, the Outcast, regia di Harry A. Pollard – cortometraggio (1914)
- Sally's Elopement, regia di Harry A. Pollard – cortometraggio (1914)
- The Wife, regia di Harry A. Pollard – cortometraggio (1914)
- The Sacrifice, regia di Harry A. Pollard – cortometraggio (1914)
- The Professor's Awakening, regia di Harry A. Pollard – cortometraggio (1914)
- Italian Love, regia di Harry A. Pollard – cortometraggio (1914)
- Closed at Ten, regia di Harry A. Pollard – cortometraggio (1914)
- The Girl Who Dared , regia di Harry A. Pollard – cortometraggio (1914)
- The Peacock Feather Fan, regia di Harry A. Pollard – cortometraggio (1914)
- Sweet Land of Liberty, regia di Harry A. Pollard – cortometraggio (1914)
- Retribution, regia di Harry A. Pollard – cortometraggio (1914)
- Mlle. La Mode, regia di Harry A. Pollard – cortometraggio (1914)
- The Man Who Came Back, regia di Henry Harrison Lewis – cortometraggio (1914)
- A Flurry in Hats, regia di Harry A. Pollard – cortometraggio (1914)
- Eugenics Versus Love, regia di Harry A. Pollard – cortometraggio (1914)
- Her Heritage, regia di Harry A. Pollard – cortometraggio (1914)
- The Courting of Prudence, regia di Harry A. Pollard – cortometraggio (1914)
- Jane, the Justice, regia di Harry A. Pollard – cortometraggio (1914)
- Drifting Hearts, regia di Harry A. Pollard – cortometraggio (1914)
- Nancy's Husband, regia di Harry A. Pollard – cortometraggio (1914)
- The Dream Ship, regia di Harry A. Pollard – cortometraggio (1914)
- The Tale of a Tailor, regia di Harry A. Pollard – cortometraggio (1914)
- Via the Fire Escape, regia di Harry A. Pollard – cortometraggio (1914)
- The Other Train, regia di Harry A. Pollard – cortometraggio (1914)
- A Joke on Jane, regia di Harry A. Pollard – cortometraggio (1914)
- Her 'Really' Mother, regia di Harry A. Pollard – cortometraggio (1914)
- A Midsummer's Love Tangle, regia di Harry A. Pollard – cortometraggio (1914)
- A Suspended Ceremony, regia di Harry A. Pollard – cortometraggio (1914)
- Suzanna's New Suit, regia di Harry A. Pollard – cortometraggio (1914)
- The Silence of John Gordon, regia di Harry A. Pollard – cortometraggio (1914)
- Susie's New Shoes, regia di Harry A. Pollard – cortometraggio (1914)
- A Modern Othello, regia di Harry A. Pollard (1914) – cortometraggio (1914)
- The Motherless Kids, regia di Harry A. Pollard – cortometraggio (1914)
- The Only Way, regia di Harry A. Pollard – cortometraggio (1914)
- Caught in a Tight Pinch, regia di Harry A. Pollard – cortometraggio (1914)
- The Legend of Black Rock, regia di Harry A. Pollard – cortometraggio (1914)
- Nieda, regia di Harry A. Pollard – cortometraggio (1914)
- Motherhood, regia di Harry A. Pollard – cortometraggio (1914)
- When Queenie Came Back, regia di Harry A. Pollard – cortometraggio (1914)
- Cupid and a Dress Coat – cortometraggio (1914)

#### 1915
- The Quest, regia di Harry A. Pollard  (1915)
- The Lonesome Heart, regia di William Desmond Taylor - mediometraggio (1915)
- The Girl from His Town, regia di Harry A. Pollard (1915)
- Infatuation, regia di Harry A. Pollard (1915)
- The Miracle of Life, regia di Harry A. Pollard (1915)

#### 1916
- The Dragon, regia di Harry A. Pollard (1916)
- The Pearl of Paradise, regia di Harry A. Pollard (1916)
- Miss Jackie of the Navy, regia di Harry A. Pollard (1916)

#### 1917
- The Butterfly Girl, regia di Henry Otto (1917)
- The Diamond Thieves, regia di Robert Z. Leonard – cortometraggio (1917)
- Robinson Crusoe, regia di Robert Z. Leonard (1917)
- The Sin Unatoned, regia di Robert Z. Leonard – cortometraggio (1917)
- The Human Flame, regia di Robert Z. Leonard – cortometraggio (1917)
- The Devil's Assistant, regia di Harry Pollard (1917)
- The Girl Who Couldn't Grow Up, regia di Harry A. Pollard (1917)
- Miss Jackie of the Army, regia di Lloyd Ingraham (1917)

#### 1918
- Molly Go Get 'Em, regia di Lloyd Ingraham (1918)
- Jilted Janet, regia di Lloyd Ingraham (1918)
- Ann's Finish, regia di Lloyd Ingraham (1918)
- The Primitive Woman, regia di Lloyd Ingraham (1918)
- The Square Deal, regia di Lloyd Ingraham (1918)
- Impossible Susan, regia di Lloyd Ingraham (1918)
- Money Isn't Everything, regia di Edward Sloman (1918)
- Fair Enough, regia di Edward Sloman (1918)
- The Mantle of Charity, regia di Edward Sloman (1918)

#### 1919
- Molly of the Follies, regia di Edward Sloman (1919)
- Put Up Your Hands!, regia di Edward Sloman (1919)
- Charge It to Me, regia di Roy William Neill (1919)
- Trixie from Broadway, regia di Roy William Neill (1919)
- The Tiger Lily, regia di George L. Cox (1919)
- The Hellion, regia di George L. Cox (1919)

#### 1920
- The Dangerous Talent, regia di George L. Cox (1920)
- The Thirtieth Piece of Silver, regia di George L. Cox (1920)
- The Week-End, regia di George L. Cox (1920)
- The Gamesters, regia di George L. Cox (1920)

#### 1921
- Payment Guaranteed, regia di George L. Cox (1921)
- Beach of Dreams, regia di William Parke (1921)
- Their Mutual Child, regia di George L. Cox (1921)

#### 1924/1925/1927
- Ssst... silenzio! (K - The Unknown), regia di Harry A. Pollard (1924)
- Any Woman, regia di Henry King (1925)
- La capanna dello zio Tom (Uncle Tom's Cabin), regia di Harry A. Pollard (1927)

### Sceneggiatrice
- Fooling Uncle, regia di Harry A. Pollard (1914)